# Louis Grandeau
Louis Nicolas Grandeau, född i maj 1834 i Pont-à-Mousson, departementet Meurthe-et-Moselle, död 22 september 1911, var en fransk kemist.
Grandeau blev doktor inom naturvetenskapliga och medicinska fakulteten vid universitetet i Paris, var assistent vid lägre medicinskolan i Nancy 1855–1857 och vid Collège de France 1857–1868 och därjämte lärare i teknisk kemi vid ett enskilt tekniskt läroverk i Paris samt blev 1868 professor i agrikulturkemi vid universitetet i Nancy och vid statens skogsläroverk där. I Nancy inrättade han en enskild kemisk station ("Station agronomique de l'Est"), den första i sitt slag, vilken han 1888 överflyttade till Paris. Han var ledamot av Conseil supérieur de l'agriculture (Frankrikes lantbruksråd) och statens inspektör för de kemiska stationerna samt professor vid Conservatoire des arts et métiers. 
Grandeau gjorde sig bemärkt först genom en teori om mullämnens betydelse som bärare av den för växterna tillgängliga mineraliska näringen och under senare år genom undersökningar över näringsförloppet hos hästar vid det stora hästomnibusbolaget i Paris. Genom sistnämnda undersökningar bevisades att kraftproduktionen i djurkroppen främst och bäst underhålls med kolhydrat och fett, medan proteiner inte har den stora betydelse som tidigare antagit. Undersökningarna hade stor ekonomisk betydelse, då hästarna kunde utfodras mer effektivt och till en lägre kostnad än tidigare. 
Grandeau bedrev en mycket omfattande skriftställarverksamhet, framför allt i den periodiska pressen som redaktör för lantbruksavdelningen i "Le temps" (1861–1890), huvudredaktör för den mycket spridda populära lantbrukstidskriften "Journal d'agriculture pratique" (från 1893) och utgivare av "Annales de la science agronomique française et étrangère", men även genom större och mindre arbeten i jordbruk och agrikulturkemi. Han blev ledamot av svenska Lantbruksakademien 1874 och svenska Vetenskapsakademien 1897.